# Hypsioma charila
Hypsioma charila är en skalbaggsart som beskrevs av Dillon 1945. Hypsioma charila ingår i släktet Hypsioma och familjen långhorningar. Inga underarter finns listade i Catalogue of Life.